# Giulio Alberoni
Giulio Alberoni, italijanski kardinal, * 30. maj 1664, † 26. junij 1752, Piacenza.

## Življenjepis
12. julija 1717 je bil imenovan za kardinala-škofa S. Adriano al Foro. Še istega leta, 6. decembra, je postal škof Málage; škofovsko posvečenje je prejel 18. novembra 1725, toda že naslednji dan, 19. novembra, je odstopil iz položaja.
20. septembra 1728 je postal kardinal-duhovnik S. Crisogono, 29. avgusta 1740 pa kardinal-duhovnik S. Lorenzo in Lucina.